# Alter Hauptbahnhof (Heilbronn)
Alter Hauptbahnhof (Heilbronn) egy vasútállomás volt Németországban, Heilbronn városában.

## Vasútvonalak
Az állomást az alábbi vasútvonalak érintik:

## Kapcsolódó állomások
A vasútállomáshoz az alábbi állomások vannak a legközelebb: